# Glanzflügelpapagei
Der Glanzflügelpapagei (Pionus chalcopterus) gehört zur Gattung der Rotsteißpapageien.

## Beschreibung
Der Glanzflügelpapagei wird ungefähr 28 bis 30 cm groß. Rücken, Nackenpartie und Flügel sind bronze-grün, die Region um den Unterschnabel weiß. Die nackte Augenregion ist rötlich, Steiß und Unterschwanzdecken kräftig rot. Er hat ein rosa-weißes Kehlband mit bläulich geränderten Federn. Der Rest des Gefieders ist dunkelblau, der Schnabel gelblich hornfarben, die Füße graubraun. Die Iris ist braun.
Äußerlich kann man nicht erkennen, welches Geschlecht der Vogel hat. Jungvögel sind weniger ausgefärbt und haben grüne oder grün gesäumte Flügeldecken mit Blauschimmer.

## Verbreitung
Der Glanzflügelpapagei lebt in den tropischen und subtropischen Bergwäldern im Nordwesten Südamerikas, in Nordwest-Venezuela, in Nordwest-Peru bis West-Ecuador und Südwest-Kolumbien.

## Ernährung
Der Glanzflügelpapagei ernährt sich von Früchten, Nüssen und Samen. 

## Lebensweise
Er lebt paarweise und in größeren Gruppen. Die Vögel ziehen auch über größere Entfernungen innerhalb ihres Verbreitungsgebietes. Die Brut erfolgt in Baumhöhlen, das Gelege umfasst bis zu fünf Eier. Die Brutzeit beträgt etwa 28 Tage, die Nestlingszeit ca. 60 Tage.

## Haltung und Zucht
Der Glanzflügelpapagei ist eine in Europa relativ selten gehaltene Papageienart.  Die Zucht gelang bisher nur sehr selten und die Verlustrate der Zucht in Gefangenschaft ist ziemlich hoch.